# Ailsa Craig
Ailsa Craig, en gaélico Creag Ealasaid que significa roca de Elisabeth, es una isla de Escocia situada en el Firth of Clyde (fiordo de Clyde). De forma oval, mide aproximadamente 3,2 km de circunferencia y alcanza una altura de 338 m (The Cairn). La isla se encuentra deshabitada.

## Geografía
Ailsa Craig se encuentra a 16 km al oeste de Girvan, en el distrito de South Ayrshire. Culminando a 338 m, es el tapón granítico de un antiguo cono volcánico extinto. Posee canteras de granito, dos capillas y un manantial de agua dulce, así como un castillo o torre de planta cuadrada en ruinas que desempeñó algún pequeño papel en la historia de Irlanda. Un faro se encuentra a la costa este, de cara a la isla de Gran Bretaña, en el cabo de Foreland Point. El faro funciona de manera automatizada desde 1970.

## Historia
Desde antiguo la isla fue utilizada por contrabandistas, piratas y pastores de cabras. Las ruinas del castillo se sitúan en el lado este de la isla y miden 12 metros de altura (39 pies) distribuidas en tres pisos; fue construido a fines del siglo XVI por el clan Hamilton para proteger la isla del rey Felipe II de España. Sin embargo la isla fue utilizada muy por el contrario como refugio para los católicos en varias ocasiones durante la Reforma escocesa; después fue utilizada como prisión durante los siglos XVIII y XIX. 
El castillo posee dos plantas abovedadas y un horno en la bodega con evidencia de una escalera de caracol que una vez corrió a la parte superior de la torre. En 1831 su propietario, el duodécimo conde de Cassillis, recibió el título de marqués de Ailsa al formar parte de sus dominios. Desde mediados del siglo XIX hasta el siglo XX se explotaron las canteras de granito de la isla, de una piedra muy rara llamada por ello ailsita; se parece a la riebeckita y servía para fabricar bolas de curling, una especie de juego de bolos. El pavimento de la capilla de Chardon en la catedral de Edimburgo es un hermoso ejemplo de esta clase de granito.

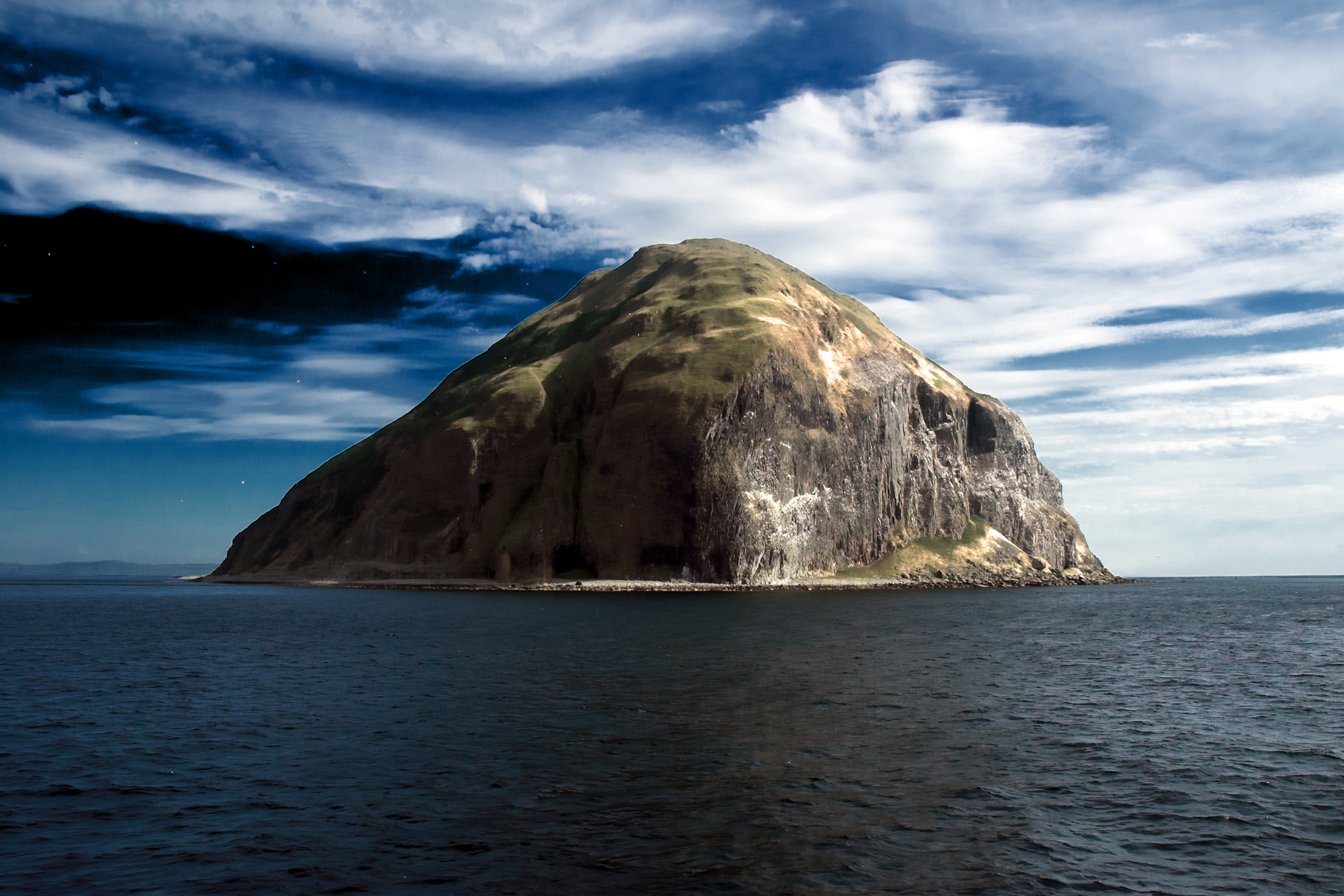
Vista de la isla Ailsa Craig.
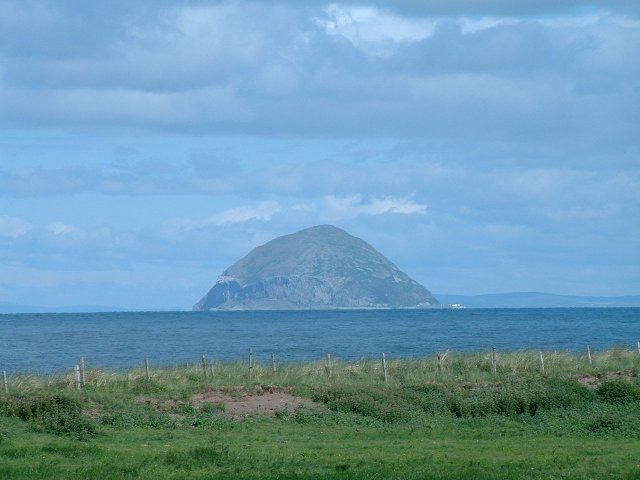
Ailsa Craig desde la costa de South Ayrshire.
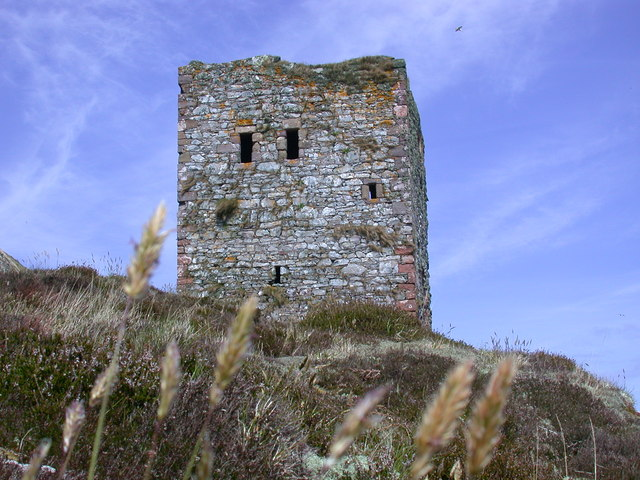
Castillo de la isla de Ailsa Craig